# 顺成市社
顺成市社（越南语：／）是越南北宁省下辖的一个市社。

## 地理
顺成市社北接仙游县和桂武市社；西接河内市嘉林县；南接兴安省文林县；东接嘉平县、良才县和海阳省锦江县。

## 历史
1997年2月18日，双湖社和嘉东社析置湖市镇。
2023年2月13日，越南国会常务委员会通过决议，自2023年4月10日起，顺成县改制为顺成市社；湖市镇改制为湖坊，安平社改制为安平坊，嘉东社改制为嘉东坊，河满社改制为河满坊，宁舍社改制为宁舍坊，双湖社改制为双湖坊，青姜社改制为青姜坊，湛露社改制为湛露坊，致果社改制为致果坊，春林社改制为春林坊。

## 行政区划
顺成市社下辖10坊8社，市社人民委员会位于湖坊。
- 安平坊（Phường An Bình）
- 嘉东坊（Phường Gia Đông）
- 河满坊（Phường Hà Mãn）
- 湖坊（Phường Hồ）
- 宁舍坊（Phường Ninh Xá）
- 双湖坊（Phường Song Hồ）
- 青姜坊（Phường Thanh Khương）
- 湛露坊（Phường Trạm Lộ）
- 致果坊（Phường Trí Quả）
- 春林坊（Phường Xuân Lâm）
- 大同城社（Xã Đại Đồng Thành）
- 亭祖社（Xã Đình Tổ）
- 淮上社（Xã Hoài Thượng）
- 卯田社（Xã Mão Điền）
- 义道社（Xã Nghĩa Đạo）
- 五泰社（Xã Ngũ Thái）
- 月德社（Xã Nguyệt Đức）
- 双柳社（Xã Song Liễu）

## 文化
顺成市社雙湖坊为越南传统艺术東湖畫的发祥地，古時為民眾在新年張貼。這種版畫至今仍作為一種民間藝術在当地受到歡迎。此外雙湖坊土偶、五泰社的水上木偶戏等传统文艺也具有一定的影响力。市内亭祖社还有建于李朝年间的笔塔寺，2021年被越南政府列入“国家级特殊遗迹”保护。